# Behördenzentrum Ilmenau

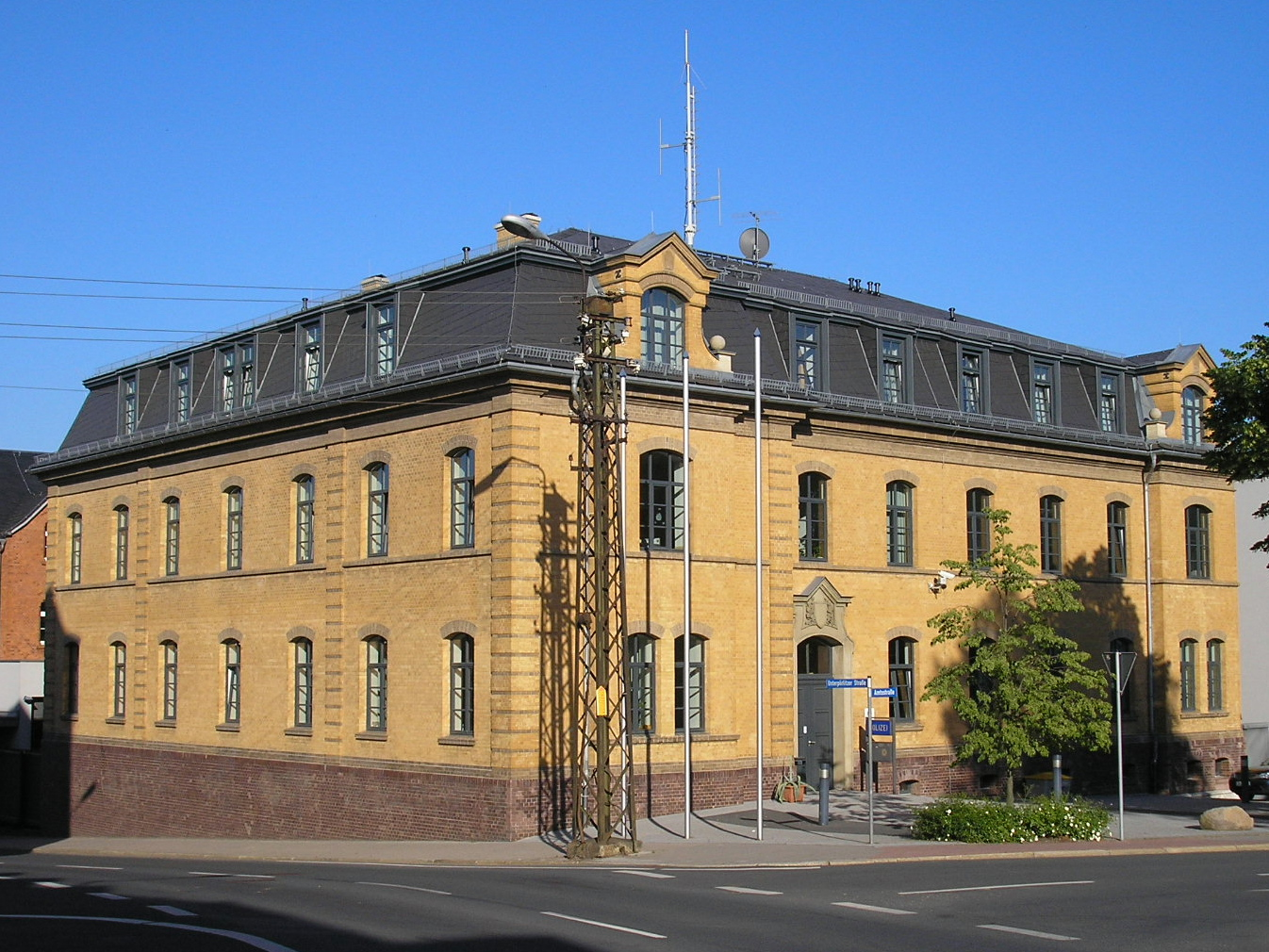
Polizeiinspektion (Altbau)

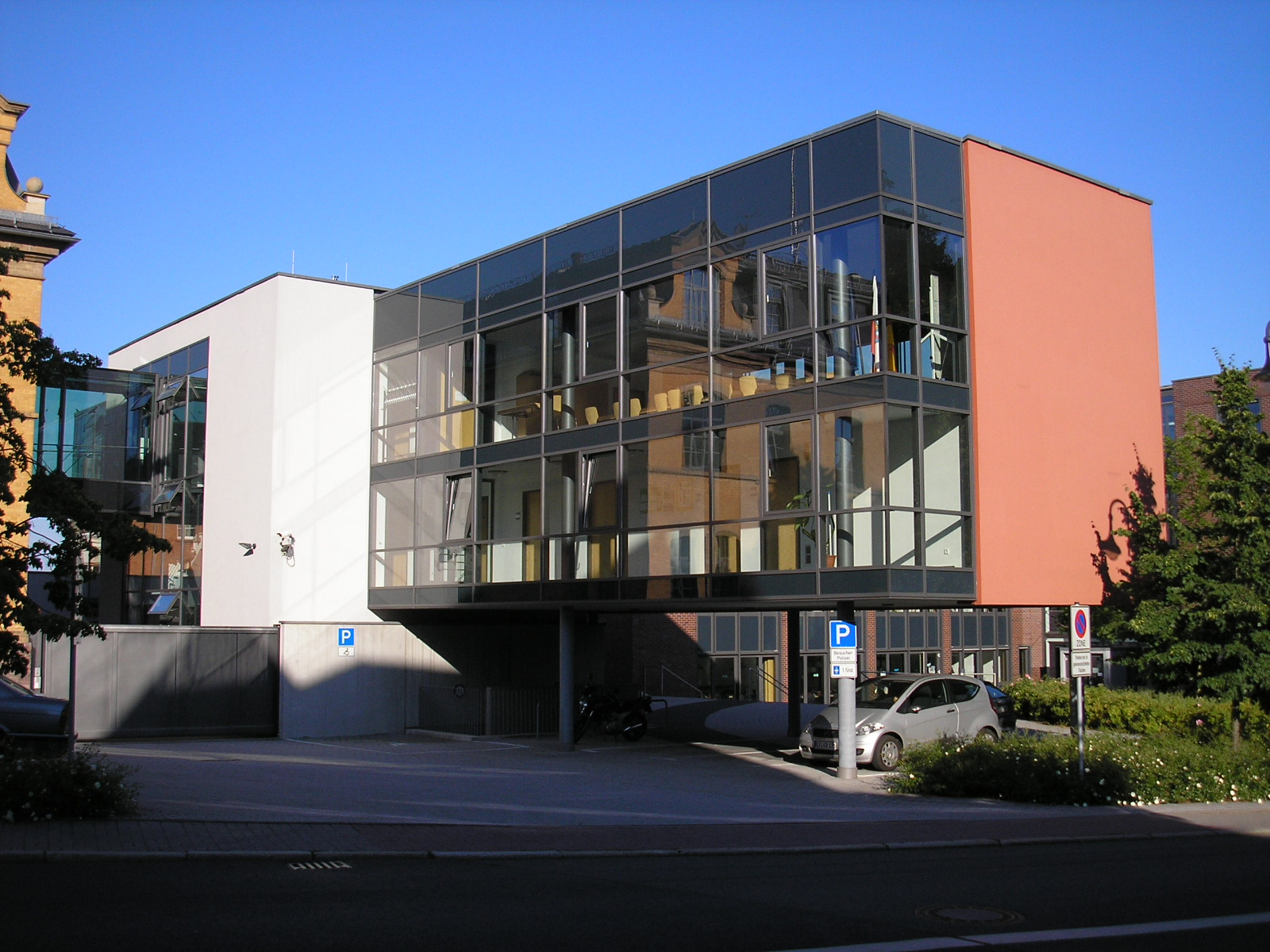
Polizeiinspektion (Neubau)

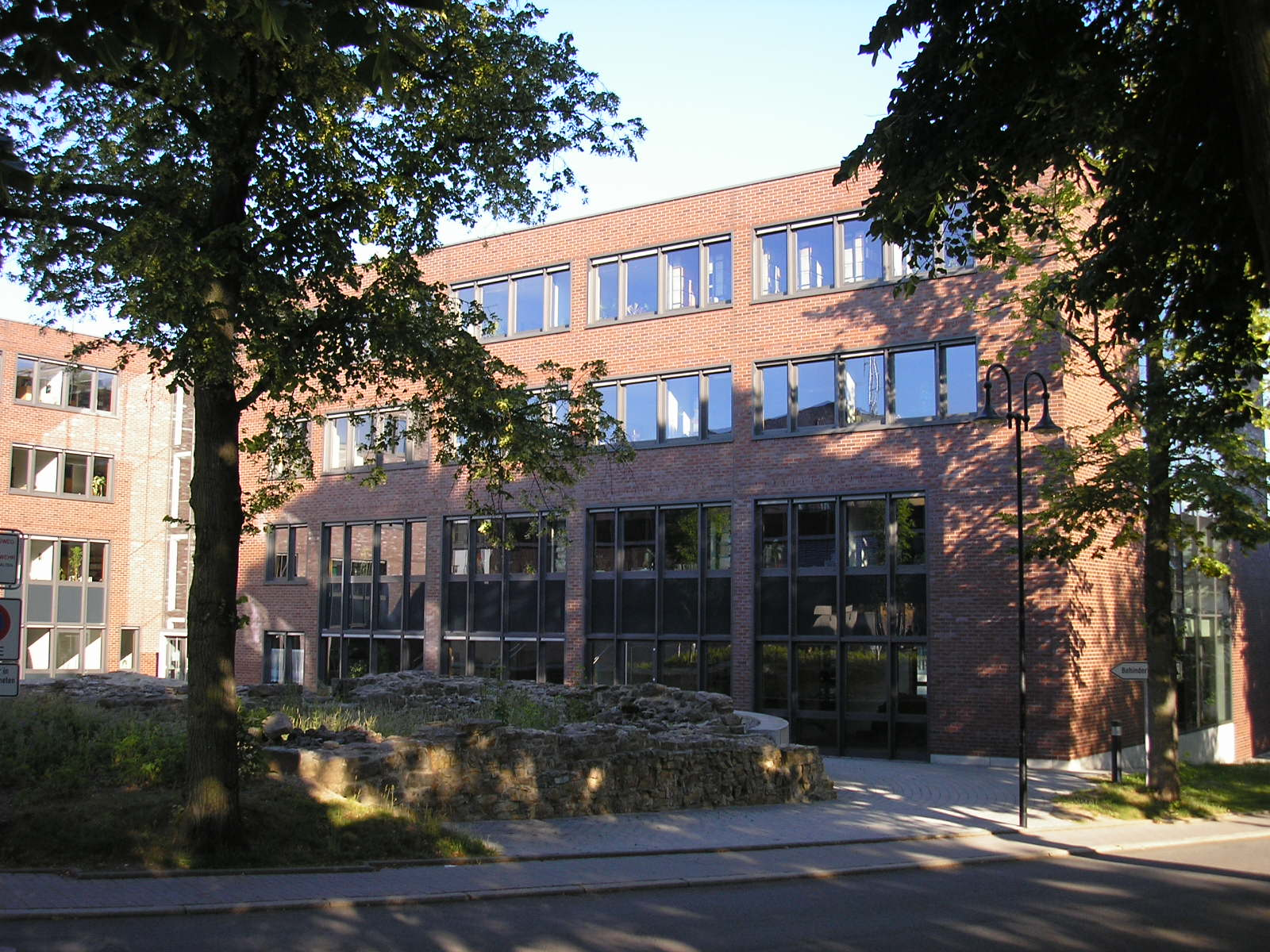
Finanzamt, davor Teile der Ruinen der Wasserburg

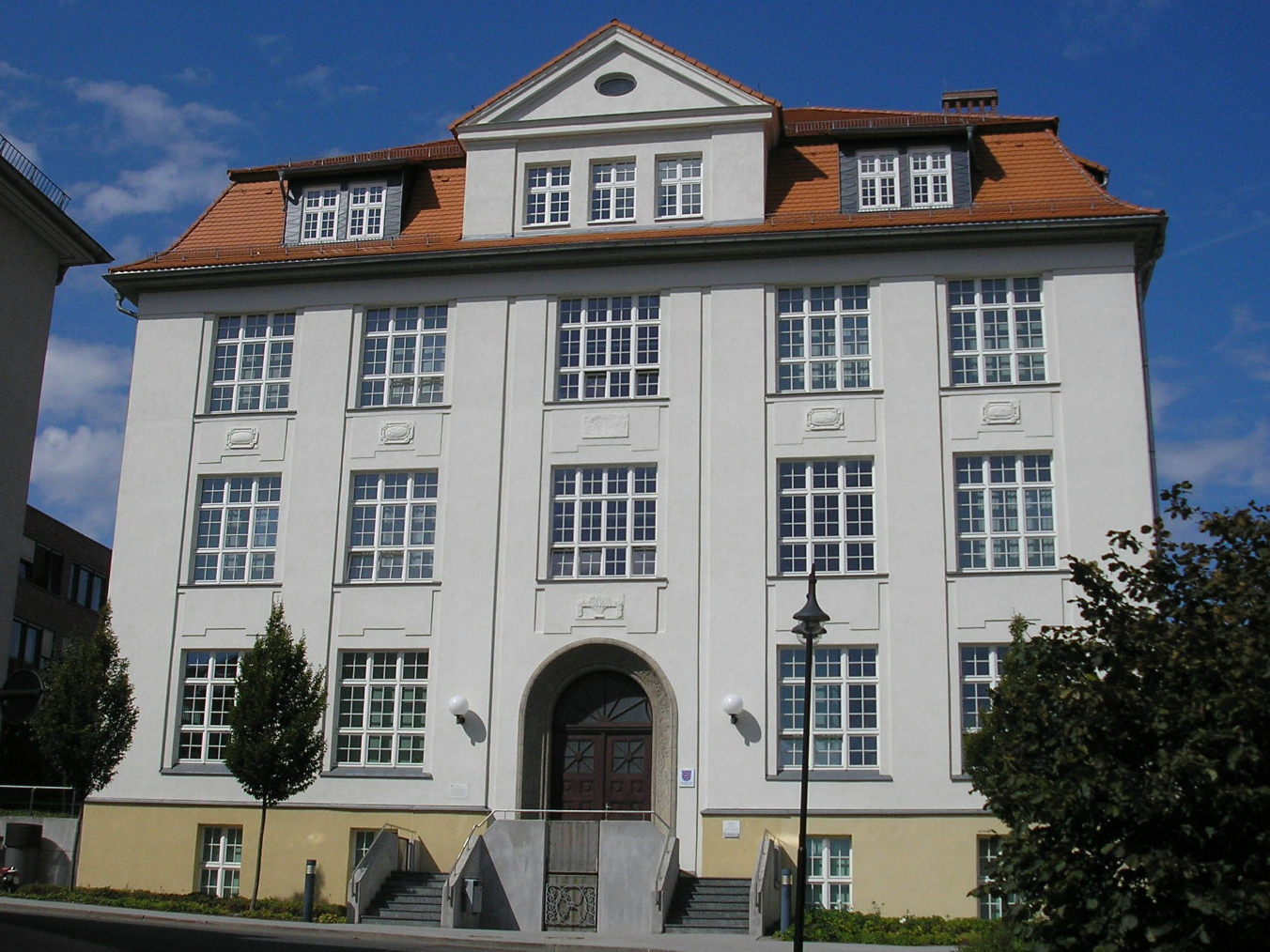
Amtsgericht

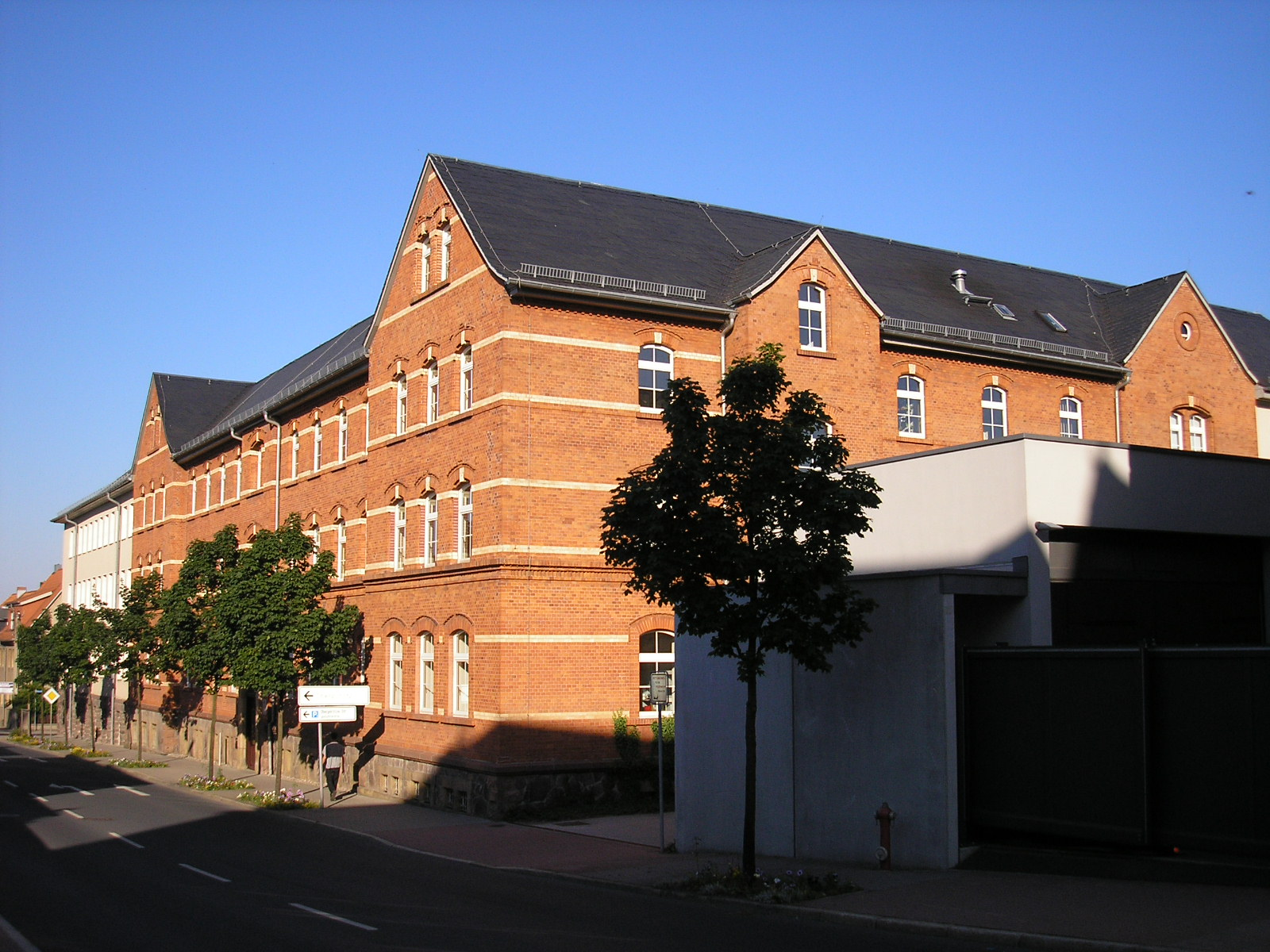
Eichamt

Das Behördenzentrum Ilmenau ist ein Behördenzentrum am Nordostrand der Altstadt von Ilmenau (Thüringen). Es umfasst das Finanzamt des Ilm-Kreises, die Polizeiinspektion Ilmenau, das Amtsgericht Ilmenau und das Thüringer Landesamt für Mess- und Eichwesen.
Das Behördenzentrum befindet sich auf dem Areal zwischen Amtsstraße im Westen, Unterpörlitzer Straße im Norden, Münzstraße im Osten und Wallgraben im Süden nur wenige Meter östlich des Rathauses. Es wurde in seiner heutigen Form im Jahr 2001 fertiggestellt. Beim Umbau bzw. der Ergänzung weiterer Gebäude 2000/2001 investierte das Land Thüringen etwa 17 Millionen Euro.

## Polizeiinspektion
Die Polizeiinspektion Ilmenau der Polizeidirektion Gotha befindet sich im Nordwesten des Areals in einem 1898 errichteten Gebäude, das früher als Amtsgericht genutzt wurde. Der gelbe Backsteinbau wurde 2000 saniert und um einen Neubau ergänzt. Der Neubau schließt sich südlich an den Altbau an und ist mit diesem über einen Glasgang verbunden. Der Neubau selbst umfasst drei Etagen, wobei das Erdgeschoss teilweise nicht vorhanden ist, sondern durch Säulen ersetzt wurde, sodass darunter Parkflächen entstehen konnten. Die gesamte Nordfront des Neubaus ist verglast und die Südfront besteht aus der Mischung rot gestrichener Betonflächen und verglasten Flächen.

## Finanzamt
Das Finanzamt ist ein kompletter Neubau auf einer vorher brach liegenden Fläche. Bei den Schachtarbeiten im Jahr 2000 entdeckte man unter dem Gebäude die Reste einer Burganlage aus dem 11.–16. Jahrhundert, von deren Existenz man zwar wusste, aber den genauen Standort in der Ilmenauer Altstadt nicht kannte. Um denkmalschützerischen Gesichtspunkten gerecht zu werden, mussten daraufhin die Bauplanungen abgeändert werden. Ein Teil der Ruine ist heute unter freiem Himmel zu sehen, während ein anderer Teil vom Finanzamt umbaut wurde und heute in einem Saal des Erdgeschosses zu besichtigen ist.
Der Neubau liegt L-förmig um die Ruine der Wasserburg. Er ist viergeschossig ausgeführt und hat – um einen Gegensatz zum benachbarten Neubau der Polizeiinspektion herzustellen – eine dunkelrote Klinkerfassade erhalten, die von verhältnismäßig wenig Glasflächen durchsetzt ist. An der Südseite des Finanzamts liegt auch die Einfahrt zur zwei Ebenen umfassenden Tiefgarage, die sich unter weiten Teilen des Behördenzentrums erstreckt und etwa 160 Stellplätze bietet.

## Amtsgericht
Das Amtsgericht ist – verwaltungstechnisch gesehen – eine Außenstelle des Amtsgerichtes Arnstadt, die für den südlichen Teil des Ilm-Kreises zuständig ist. Es ist ein repräsentativer, dreistöckiger Bau von 1914, in dem zunächst eine feinmechanische Berufsschule und später die Glasfachschule untergebracht waren. Teile des Gebäudes wurden bereits seit 1994 als Amtsgericht genutzt. Das Gebäude steht unter Denkmalschutz und ist – vor allem im Inneren – sehenswert. Beim Umbau im Jahr 2000 wurde eine Brandschutzrichtlinie umgesetzt, indem an der nicht sichtbaren Ostseite des Gebäudes eine zweite Treppe angebracht wurde. Außerdem befindet sich dort seitdem auch ein Aufzug, um das Gebäude barrierefrei zugänglich zu machen. Auf Grund dessen, dass sich vor dem Amtsgericht nur relativ niedrige Bauten befinden und durch seine Hanglage wirkt es nach Süden hin sehr dominant.

## Thüringer Landesamt für Mess- und Eichwesen
Das Thüringer Landesamt für Mess- und Eichwesen befindet sich bereits seit 1889 in Ilmenau (damals als Großherzogliche Prüfanstalt) und seit 1898 in dem heutigen Gebäude im Nordosten des Behördenzentrums. Es wurde bereits in den 1930er-Jahren um einen östlichen Neubau ergänzt und im Jahr 2001 folgte nochmals ein kleiner Anbau in der Münzstraße.